# Die irre Heldentour des Billy Lynn (Film)
Die irre Heldentour des Billy Lynn (Originaltitel: Billy Lynn’s Long Halftime Walk) ist ein US-amerikanisch-britisch-chinesisches Filmdrama von Ang Lee aus dem Jahr 2016. Der Film basiert auf dem gleichnamigen Roman von Ben Fountain und ist mit Kristen Stewart, Chris Tucker, Garrett Hedlund, Vin Diesel, Steve Martin und Joe Alwyn besetzt. Die Handlung dreht sich um einen Soldaten im Irakkrieg, der nach seiner Rückkehr ungewollt als Held gefeiert wird.
Der Film feierte am 14. Oktober 2016 im Rahmen des 54. New York Film Festivals Premiere. In die deutschen Kinos kam er am 2. Februar 2017.

## Handlung
Der 19-jährige Soldat Billy Lynn und seine Kameraden kehren nach ihrem Einsatz im Irakkrieg, wo sie ein heftiges Feuergefecht überlebt haben, hochdekoriert als Veteranen zurück in die Vereinigten Staaten. Dort werden sie auf eine landesweite Siegestour quer durch das Land geschickt, die Paraden und andere Feierlichkeiten beinhaltet, wo man sie als Nationalhelden feiert. Hauptkulisse des Films ist die Teilnahme der Kampfeinheit an einer aufwendig inszenierten Football-Halbzeitshow. Während der Vorbereitung bis zum Höhepunkt der Show durchlebt Billy Lynn regelmäßig Erinnerungen an den Einsatz und die Begegnung mit seiner Familie nach seiner Rückkehr. Hierbei spielt seine Schwester Kathryn eine besondere Rolle, da sie ihren Bruder von der Rückkehr in den Krieg abhalten will. Während des Höhepunkts der Show erfährt der Zuschauer die gesamten Ereignisse des Einsatzes, der Billy und seine Kameraden zu Kriegshelden gemacht hat und bei dem sie einen Sergeant verloren haben.
Nach dem Footballspiel entscheidet sich Billy, entgegen dem Wunsch seiner Schwester, wieder mit seinen Kameraden in den Krieg zu ziehen.

## Produktion
Nachdem der für seine Arbeit am Film Slumdog Millionär mit einem Oscar ausgezeichnete Drehbuchautor Simon Beaufoy zusammen mit Jean-Christophe Castelli den Roman Die irre Heldentour des Billy Lynn von Ben Fountain im Jahr 2014 in ein Drehbuch adaptiert hatte, zeigte der Regisseur Ang Lee großes Interesse daran. Er übernahm schließlich das Projekt als Regisseur und castete kurze Zeit später den Newcomer Joe Alwyn als Titelcharakter Billy Lynn.
Die irre Heldentour des Billy Lynn wurde ab April 2015 in Locust Grove und Atlanta im US-Bundesstaat Georgia gedreht. Zusätzliche Szenen wurden in Marokko aufgezeichnet.
Die Filmmusik wurde von Jeff und Mychael Danna komponiert. Der Soundtrack zum Film wurde am 11. November 2016 veröffentlicht.
Der Film hatte ein Budget von 48 Millionen US-Dollar und feierte am 14. Oktober 2016 im Rahmen des 54. New York Film Festivals seine Premiere. In Deutschland erfolgte der Kinostart am 2. Februar 2017. In China gehört der Film zu einer der 38 ausländischen Produktionen, die dort im Jahr 2016 gemäß einer Quote gezeigt werden durften.

## Technik
Die irre Heldentour des Billy Lynn ist der erste Spielfilm, der nicht nur in Ultra-HD-Auflösung und 3D, sondern zudem mit einer extremen High Frame Rate von 120 Bildern/Sekunde statt der üblichen 24 gedreht wurde. Ang Lee und Kameramann John Toll nutzten dazu zwei Sony CineAlta F65 4K-Kameras und ein STEREOTEC Light Weight Rig. Lee hat angekündigt, diese Technik auch bei seinem nächsten Film benutzen zu wollen.

## Rezeption

### Altersfreigabe
Der Film ist in Deutschland FSK 12. In der Freigabebegründung heißt es: „Der Film schildert einfühlsam und differenziert anhand langer Dialogszenen, Reflexionen und Rückblenden die Gewissensnöte seines Protagonisten. Er ist überwiegend ruhig erzählt, birgt jedoch auch einige dramatische Kriegsdarstellungen, die Kinder unter 12 Jahren übermäßig belasten können.“

### Kritiken
Der Film konnte bislang 43 Prozent der Kritiker bei Rotten Tomatoes überzeugen (von 161 Kritikern insgesamt).
Owen Gleiberman von Variety sagt, der Film sei nicht nur in technischer Hinsicht ein Experiment, sondern erzähle auch eine sehr originelle, einfühlsame und fesselnde Geschichte, wobei eine Stärke des Films sei, wie er diese beiden Dinge miteinander verbinde.
Andreas Busche vom Tagesspiegel nennt den Film einen bitterbösen Kommentar auf Amerikas Großmachtstreben und erklärt, dessen Virtuosität lasse gelegentlich vergessen, dass Ben Fountains Roman von 2012 als Satire auf Amerikas Selbstverständnis angelegt war. Ang Lee nehme diese ironische Haltung eher formal an, so Busche, dennoch erinnerten die temporeichen Dialoge und die frenetische Mobilität noch daran, dass im Film eine Diskrepanz zwischen dem gesprochenen Wort und der Inszenierung bestehe.
Fabian Tietke von der taz zeigt sich beeindruckt, wie es dem Film gelingt, das individuelle psychologische Drama durch US-amerikanische Archetypen ins Allgemeine zu übersetzen. Thomas Willmann von artechock bemängelt, dass die ausgefeilte Technik des Films in deutschen Kinos unsichtbar geblieben ist, weil der in 3D und High Frame Rate gedrehte Film in Deutschland nur in 2D mit normaler Bildrate gezeigt wird.

### Auszeichnungen
Ang Lee wurde bei den Britannia Awards der BAFTA Los Angeles 2016 mit dem „John Schlesinger Britannia Award for Excellence in Directing“ ausgezeichnet. Mychael Danna wurde für den Filmsong For Storks im Rahmen des Hollywood Film Awards 2016 als „Komponist des Jahres“ ausgezeichnet.